# Лукумадес
Лукумадес (греч. λουκουμάδες) или локма (тур. lokma; араб. لقمة‎ luqmāt, لقمة القاضي‎ luqmat al-qādi) — сладкое блюдо в греческой, турецкой, персидской и арабской кухнях.
Представляют собой небольшие пончики, изготовленные из дрожжевого теста с добавлением корицы, которые затем жарят во фритюре. При подаче лукумадес обычно поливают мёдом или погружают в сахарный сироп и посыпают корицей. Десерт едят с помощью вилки, но иногда лукумадес подают насаженными на шпажки подобно сувлаки, тогда их можно есть без использования столовых приборов.
Турецкий вариант пончиков называется локма и для его приготовления используют меньше корицы, чем в греческой кухне. Лукумадес обычно подаются на десерт, но в Греции их часто подают к завтраку или в качестве перекуса.
Греческое слово греч. λουκουμάς происходит от турецкого локма. Поскольку пончики редко едят по одному, слово используется во множественном числе. Турецкое слово локма происходит от араб. لقمة‎ luqma(t) и обозначает «лёгкую закуску», «кусок» (см. также «рахат-лукум»). Один из вариантов блюда,  لقمة القادي luqmat al-qadi, был описан в XIII веке аль-Багдади и до сих пор популярен в арабской кухне.